# Natalia Timakova
Natalia Aleksandrovna Timakova (russe : Наталья Александровна Тимакова, née le 12 avril 1975), est une journaliste russe. Elle est de 2012 à 2018 l'attachée de presse du Premier ministre Dmitri Medvedev.
Elle a le grade civil de conseiller d'État effectif de la fédération de Russie de 1re classe.

## Formation
Née à Alma-Ata dans le République socialiste soviétique kazakhe, Natalia Timakova est diplômée de la Faculté de Philosophie de l'université d'État de Moscou en 1998.

## Carrière de journaliste
Natalia Timakova a commencé à travailler en tant que journaliste dès1995, alors qu'elle était encore étudiante, comme journaliste politique pour Moskovski Komsomolets. En 1996, elle fait partie du pool de journalistes présidentiels et couvre la campagne électorale de Boris Eltsine pour l'élection présidentielle de 1996. En 1997 elle devient journaliste, puis correspondante politique senior à Kommersant, et travaille pour sa maison d'édition jusqu'en 1999. En 1999, Natalia Timakova est brièvement correspondante politique pour l'agence Interfax.

## Conseillère du gouvernement
En 1999, Anna Timakova est nommée adjointe du chef du Département de l'Information gouvernementale du gouvernement russe. Elle devient en 2000 adjointe du chef du bureau présidentiel de la presse et de l'information, et en 2001 première adjointe. Le 4 novembre 2002, elle est nommée par le président russe Vladimir Poutine première adjointe de l'attaché de presse présidentiel, également chef du bureau présidentiel de la presse et de l'information.
Le 13 mai 2008, Anna Timakova, est nommée par le nouveau président Dmitri Medvedev au poste d'Attaché de presse du président,. Elle est un membre clé de son administration présidentielle.
En mai 2012, elle est nommée porte-parole du Premier ministre[réf. nécessaire].
En septembre 2018, elle est classée en 60e position dans la liste des 100 personnalités politiques les plus influentes par le journal Nezavissimaïa Gazeta, et en 7e position des 9 femmes classées dans cette liste.
Elle annonce le 6 septembre 2018 son intention de quitter ses fonctions d'attaché de presse du Premier ministre et être en négociation pour un poste à la Vheshekonombank.

## Distinctions
Le 29 janvier 2009, le président de l'Ossétie du Sud Edouard Kokoïty la distingue de l'ordre de l'Amitié pour l'aide qu'elle apporte pour une présentation objective des événements en Ossétie du Sud en 2008.

## Ouvrage
En 2000, Timakova co-écrit Conversations à la première personne avec Vladimir Poutine avec Andreï Kolesnikov et Natalia Gevorkian,.